# Miss Scandinavia

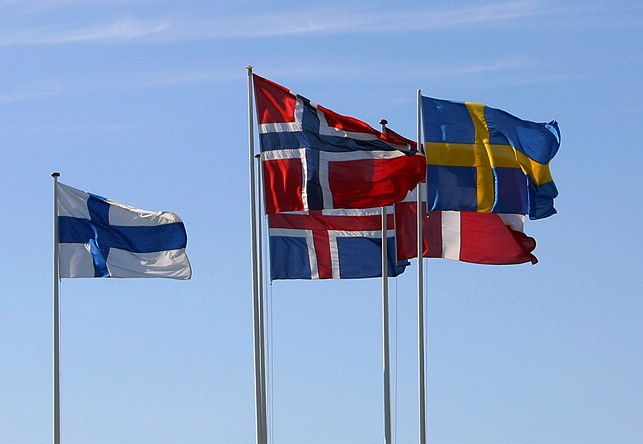
Le bandiere delle cinque nazioni partecipanti al concorso.

Miss Scandinavia era un concorso di bellezza per donne provenienti dai paesi nordici. Il concorso è confluito in Miss Baltic Sea nel 2007 e nel 2008, per poi diventare discontinuo in seguito ed infine sparire dalle scene. Il concorso era sponsorizzato da MTV3.

## Storia
La prima edizione si è tenuta nel 1961 a Reykjavík in Islanda, con il titolo Miss Nordic. Partecipava al concorso una concorrente per ciascuno dei cinque paesi nordici: Danimarca, Finlandia, Islanda, Norvegia e Svezia.
Successivamente il concorso è stato "ripreso" il 6 gennaio 1963 ad Helsinki in Finlandia con l'attuale titolo di Miss Scandinavia. L'edizione successiva si è tenuta sempre in Finlandia il 13 ottobre dello stesso anno, benché con il titolo di Miss Scandinavia 1964. Da quest'edizione in poi ogni paese concorre con due rappresentanti.
Fatta eccezione per il 1961 ed il 1963, il concorso ha avuto luogo ogni anno, solitamente nel mese di ottobre. Nel 2006, Miss Scandinavia non è stato organizzato, per poi essere fuso dall'anno successivo con il concorso Miss Baltic Sea.

## Albo d'oro
| Anno | Vincitrice                    | Nazione   | Note                                                                                      |
| ---- | ----------------------------- | --------- | ----------------------------------------------------------------------------------------- |
| 2008 | Fanney Lára Guðmundsdóttir    | Islanda   | Miss Scandinavia e Miss Baltic Sea                                                        |
| 2007 | Dorota Gawron                 | Polonia   | Miss Scandinavia e Miss Baltic Sea                                                        |
| 2005 | Gitte Hanspal                 | Danimarca |                                                                                           |
| 2004 | Piritta Hannula               | Finlandia |                                                                                           |
| 2003 | Marna Haugen                  | Norvegia  |                                                                                           |
| 2002 | Íris Björk Árnadóttir         | Islanda   | Semifinalista a Miss Europa 2001                                                          |
| 2001 | Jenni Maria Dahlman           | Finlandia |                                                                                           |
| 2000 | Saija Palin                   | Finlandia | Terza classificata a Miss International 1999                                              |
| 1999 | Jonna Kauppila                | Finlandia |                                                                                           |
| 1998 | Dagmar Íris Gylfadóttir       | Islanda   |                                                                                           |
| 1997 | Lola Iyabode Odusoga          | Finlandia | Terza classificata a Miss Universo 1996                                                   |
| 1996 | Sandra Hjort                  | Svezia    |                                                                                           |
| 1995 | Birna Bragadóttir             | Islanda   |                                                                                           |
| 1994 | Beatrice Magnusson            | Svezia    |                                                                                           |
| 1993 | Thorunn Larusdóttir           | Islanda   | Semifinalista a Miss International 1992                                                   |
| 1992 | Nina Autio                    | Finlandia |                                                                                           |
| 1991 | Nina Björkfeldt               | Svezia    | Quarta classificata a Miss Mondo 1990                                                     |
| 1990 | Louise Drevenstam             | Svezia    | Seconda classificata a Miss Universo 1989                                                 |
| 1989 | Helle Hansen                  | Danimarca |                                                                                           |
| 1988 | Maria Valtonen                | Finlandia |                                                                                           |
| 1987 | Hege Rasmussen                | Norvegia  |                                                                                           |
| 1986 | Sif Sigfúsdóttir              | Islanda   |                                                                                           |
| 1981 | Eva Lena Lundgren             | Svezia    | Quarta classificata a Miss Europa 1981, Terza classificata a Miss Universo 1981           |
| 1980 | Mona Olsen                    | Danimarca | Semifinalista a Miss Universo 1981                                                        |
| 1979 | Käte Nyberg                   | Svezia    | Quarta classificata a Miss International 1979                                             |
| 1978 | Susanne Olsson                | Svezia    |                                                                                           |
| 1977 | Birgitta Lindwall             | Svezia    |                                                                                           |
| 1976 | Bente Lihaug                  | Norvegia  | Semifinalista a Miss Universo 1976                                                        |
| 1974 | Lena Olin                     | Svezia    |                                                                                           |
| 1973 | Monica Sundin                 | Svezia    |                                                                                           |
| 1972 | Tuula Bjorkling               | Finlandia | Sesta classificata a Miss Mondo 1972, Vincitrice di Miss International 1973               |
| 1971 | Eila Kivistö                  | Finlandia |                                                                                           |
| 1970 | Kristina Wayborn              | Svezia    | Semifinalista a Miss Universo 1970                                                        |
| 1969 | Harriet Marita Eriksson       | Svezia    | Quarta classificata a Miss Europa 1969, Seconda classificata a Miss Universo 1969         |
| 1968 | Tone Knaran                   | Norvegia  | Semifinalista a Miss Universo 1968, Quinta classificata a Miss Europa 1968                |
| 1967 | Eva Englander                 | Svezia    | Semifinalista a Miss Universo 1967                                                        |
| 1966 | Satu Charlotta Östring        | Finlandia | Seconda classificata a Miss Universo 1966, Seconda classificata a Miss International 1969 |
| 1965 | Elsa Brun                     | Norvegia  |                                                                                           |
| 1964 | Birgitta Elisabeth Alverljung | Svezia    | Semifinalista a Miss International 1964                                                   |
| 1963 | Thelma Ingvarsdóttir          | Islanda   |                                                                                           |
| 1962 | Kaarina Marita Leskinen       | Finlandia | Terza classificata a Miss Europa 1962, Seconda classificata a Miss Mondo 1962             |